# Смоленско побрђе
Смоленско побрђе (рус. Смоле́нская возвы́шенность) благо је заталасано подручје моренског порекла у европском делу Руске Федерације и на крајњем истоку Белорусије. Део је знатно пространије целине Смоленско-московског побрђа.
Простире се од белоруског града Орше на западу, па до Можајског рејона Московске области на истоку. Највећи део побрђа налази се на територији Смоленске области. Западни делови шпобрђа изграђени су од доломита и местимично кречњака девонске старости, док су делови побрђа источно од града Смоленска изграђени углавном од лапорца. У рељефном погледу подручје је то јако еродираних моренских узвишења. Максимална надморска висина је 319,8 метара (у Вјаземском рејону Смоленске области).
На овом подручју свој ток започињу реке Десна, Угра и Москва. Занимљиво је да се на овом подручју налазе такозвана „речна врата“ — једини природни копнени коридор између река Дњепар и Западна Двина којим може да се прође идући од запада ка истоку, од Балтичког ка Црном мору без прелазака река.